# Parc de Samara
 (octobre 2020).
Si vous disposez d'ouvrages ou d'articles de référence ou si vous connaissez des sites web de qualité traitant du thème abordé ici, merci de compléter l'article en donnant les références utiles à sa vérifiabilité et en les liant à la section « Notes et références ».
Pour les articles homonymes, voir Samara (homonymie).
Le parc de Samara est situé sur le territoire de la commune de La Chaussée-Tirancourt, dans le département de la Somme, à une quinzaine de kilomètres à l'ouest d'Amiens, en région Hauts-de-France. C'est à la fois un parc naturel et paysager et un parc archéologique de plein-air. Il est consacré à la Préhistoire et à la période gallo-romaine, via des reconstitutions d'habitats (tente magdalénienne, maisons néolithiques, des âges du bronze et du fer…) et des démonstrations par des médiateurs culturels et artisans concernant la taille de silex, la poterie, le tissage, la vannerie, le travail de la pierre, du bois, du bronze, du fer, etc. Le parc permet également de découvrir différents espaces naturels : arboretum, jardin botanique, marais, larris... Le site est la propriété du Conseil départemental de la Somme.
Le pavillon des expositions Bruno Lebel, à l'architecture en coupoles représentant le plan symbolique d'un corps humain, propose des expositions et des scènes de vie reconstituées des différentes périodes de la Préhistoire et de la période gallo-romaine.

## Historique du projet
Le projet Samara, inspiré de l'Archéodrome de Beaune, est une initiative du Conseil départemental de la Somme. En 1982, Bruno Lebel fut chargé de la conception du site : 
- aménagement du site archéologique de l'oppidum de La Chaussée-Tirancourt ;
- construction d'un musée archéologique (le futur dôme des expositions)[1]. Le dôme des expositions (1 200 m2) a été conçu à l'image du corps de l'homme et se compose de 25 coupoles selon le principe du système de construction des sculptures habitables ;
- aménagement du parc (arboretum et labyrinthe végétal) ;

La prospection aérienne archéologique a permis une exploration du site, comme c'est le cas pour les sites arasés ou enfouis. À la faveur de certaines conditions micro-climatiques, les traces archéologiques sont révélées par des variations de couleurs dans les labours ou de différences de teintes et de hauteur des cultures.
En 1994, Bruno Lebel devint directeur du domaine de Samara.

## Description
Le parc de reconstitutions archéologiques est implanté au lieu-dit « Camp César », sur le versant nord de la vallée de la Somme (d'où le nom de Samara), au pied de l'ancien oppidum gaulois (50 apr. J.-C.) de La Chaussée-Tirancourt.
Le site de l'oppidum est un éperon du plateau crayeux d'environ 35 hectares entre la vallée de la Somme et le vallon de l'Acon, complété par le « fossé Sarrazin », creusé pour barrer l'accès à l'éperon et former ainsi un éperon barré. En bas de versant, une petite départementale traverse le site qui se prolonge sur les terrasses alluviales de la Somme et jusqu'aux abords des marais. Sur les terrasses qui ont livré, lors de l'aménagement du parc, un des plus importants sites mésolithiques du Nord de la France, sont installés un arboretum, une collection de plantes et un jardin inspiré du labyrinthe de la cathédrale d'Amiens (voir Land art).
Le site est situé de part et d'autre de la route départementale 191. Il se compose de plusieurs ensembles distincts : 
- un arboretum avec en son centre un labyrinthe végétal de plantes vivaces ;
- un marais qui prolonge l’arboretum ;
- des espaces archéologiques situés de l'autre côté de la route avec plusieurs espaces :
  - le pavillon des expositions ;
  - la zone d'animations et démonstrations techniques et artisanales ;
  - la zone de reconstitutions d'habitats ;
- l'oppidum qui domine l'ensemble et offre un point de vue sur la vallée de la Somme.

## Géologie
Des systèmes de terrasses alluviales ou fluviatiles (nappes alluviales) se sont mis en place au Pléistocène. La formation d'une terrasse fluviatile correspond à un schéma connu et répétitif. Lors des premières phases de basculement climatique, la dynamique se modifie : l'érosion fluviale active permet à la rivière de creuser le lit, accompagné d'un déplacement latéral du cours d'eau.
Durant les périodes froides, la rivière charrie des sédiments de forte granulométrie issus en partie de l'érosion des versants.
Lors des radoucissements postglaciaires, la dynamique fluviatile change : le cours encore anastomosé (en tresses) charrie des sédiments plus fins. À la fin du postglaciaire, la rivière prend un cours en méandres.
Durant les interglaciaires, l'érosion fluviale est très faible. On parle de phase de biostasie (phase de plus grand développement de la végétation qui ralentit ainsi le processus d'érosion).
Le système des terrasses et les formations fluviatiles pléistocènes de la Somme, entre Amiens et Abbeville, est constitué par un ensemble de nappes alluviales étagées, à couverture limoneuse bien développée. Les différentes accumulations alluviales sont fortement asymétriques et essentiellement localisées au niveau des confluences, avec les vallées adjacentes en liaison avec une accumulation de dépôts alluviaux graveleux et avec la dynamique de déplacement latéral du système.
Le système est constitué par un ensemble de 10 nappes alluviales étagées entre + 5/6 et + 55 m d'altitude relative par rapport à l'incision maximale de la vallée actuelle de la Somme. Chaque nappe alluviale correspond à un cycle Glaciaire-Interglaciaire et se caractérise par une séquence constituée par des dépôts de versants, interstratifiés avec des dépôts fluviatiles (en début de Glaciaire mais rarement conservés), des graviers fluviatiles grossiers mis en place dans un système de chenaux en tresses (au Pléniglaciaire), des limons fluviatiles de fin de séquence déposés en bordure d'un système à méandres (du Tardiglaciaire à l’Interglaciaire), localement recouverts par de petits sols organiques – éventuellement tourbeux – et / ou des dépôts de tufs en lentilles (voir sédimentologie).

## Paysages

### Les larris, des pelouses calcaires pâturées
En picard, les larris correspondent aux pâtis à moutons (larris, larri, larriz, etc). Le terme provient de la racine germanique lar signifiant clairière, lande. Le mot prend une valeur de toponyme écologique. Les larris sont des pelouses sur terrains calcaires à sol maigre, des pelouses calcicoles. Autrefois boisés, les versants furent défrichés. Les pentes fortes, le sol très peu épais de type rendzine, relativement impropre à la culture, conduisirent à utiliser ces versants pour y faire paitre les moutons. Les bergers et leurs troupeaux sont donc en grande partie à l'origine de cet écosystème anthropique, faisant aujourd'hui l'objet de mesures de gestion conservatoire en raison d'une riche flore calcicole caractéristique.

### La vallée de l'Acon
Le site de la vallée de l'Acon est protégé par un Arrêté préfectoral de protection de biotope (APB) depuis le 26 septembre 1994. Il est inclus dans l'ensemble « Marais et tourbières des vallées de la Somme et de l'Avre », qui a obtenu le label Ramsar le 18 décembre 2017. Le site protégé d'environ 9,4 ha de la vallée d'Acon se situe sur la commune de la Chaussée-Tirancourt, à 13 km au nord-ouest d'Amiens, sur la rive droite de la basse vallée de la Somme.
Le site fait partie de la zone naturelle d’intérêt écologique faunistique et floristique (ZNIEFF) n° 80 VDS 111 (vallée d'Acon à la Chaussée-Tirancourt). Il est également retenu comme SIC (basse vallée de la Somme de Pont-Rémy à Breilly), dans le cadre du réseau européen Natura 2000. La vallée est également située à proximité d'un autre site bénéficiant d'un APB : le Marais communal de la Chaussée-Tirancourt et s'insère ainsi dans les liens de la trame écologique locale.
La vallée d’Acon - petit affluent de la Somme - offre un paysage d’une grande diversité. L’Acon serpente dans une prairie humide constellée de mares. Sur la rive gauche, un coteau calcaire est occupé par une végétation d’herbes rases et de buissons : le larris. Une faune et une flore diversifiées s’y épanouissent.
La vallée d'Acon incise fortement le plateau crayeux et suit un cours régulier et sinueux qui présente un fond de vallée plat et deux versants dissymétriques. Le fond de vallée est inondable et occupé par une prairie humide avec quelques mares ponctuelles, le coteau pentu héberge une pelouse sèche calcicole (larris) plus ou moins couverte par des broussailles et arbustes pionniers avec quelques feuillus et pins. La diversité des milieux permet de distinguer 16 unités écologiques différentes.
Des inventaires floristiques (1997-1998) ont répertorié 268 taxons de Spermaphytes, 2 Ptérydophytes, 1 Charophyte et 2 Bryophytes. Les éboulis crayeux hébergent le Sisymbre couché et les pelouses, l'homme-pendu, une orchidée du genre Acera, deux espèces rares et vulnérables en Picardie (haute valeur patrimoniale). En fond de vallée, le Pigamon jaune, le Potamot de Berchtold, la prêle des bourbiers et plusieurs Orchidées sont présents, comme la Céphalanthère à grandes fleurs ou l'Orchis moucheron.
Quatre-vingt-six (86) espèces d'oiseaux y ont été recensées. En fond de vallée, des oiseaux nicheurs typiques des milieux humides (Poule d'eau, Foulque macroule, Bruant des roseaux, Phragmite des joncs, …). Le coteau abrite également quelques espèces nicheuses et protégées en France comme le Bruant jaune ou le Pipit des arbres.
Le site est réglementé. Les visiteurs doivent rester sur les sentiers de découverte, sans ni franchir les clôtures, ni cueillir les plantes. Ils sont invités à observer les animaux à distance et respecter la propreté des lieux et des équipements.

### Les paysages dessinés par l'homme

#### Les marais
D'anciennes fosses de tourbage étaient exploitées jusqu’au début du XXe siècle.
Le parcours des marais comprend 9 étapes qui évoquent l’évolution du marais.

#### L’arboretum
Il a été dessiné par Bruno Lebel sous la forme d'un poisson. Il renferme, sur 4 ha, 80 essences d'arbres différentes.

#### Le labyrinthe végétal
Sous la forme d'un labyrinthe de 50 hectares, il est riche de 600 espèces végétales.

## Reconstitutions archéologiques
Les reconstitutions d'habitats préhistoriques s'inspirent principalement des fouilles archéologiques effectuées en Picardie, et en complément en Ile-de-France. La restitution des habitats et des structures s'appuie sur une réflexion issue de l'archéologie expérimentale. Elle a été dirigée par Gérard Fercocq (archéologue départemental).
Grâce aux artéfacts (objets ou restes d'objets archéologiques) trouvés en fouille, des représentations de la vie quotidienne sont proposées et expliquées par des médiateurs culturels. Selon la Charte internationale pour la gestion du patrimoine archéologique (1990) : « les reconstitutions répondent à deux fonctions importantes, étant conçues à des fins de recherches expérimentales et pédagogiques ». Ainsi les reconstitutions sont un moyen de faire accéder le grand public à la connaissance des origines et du développement des sociétés modernes (Cf. Icomos).

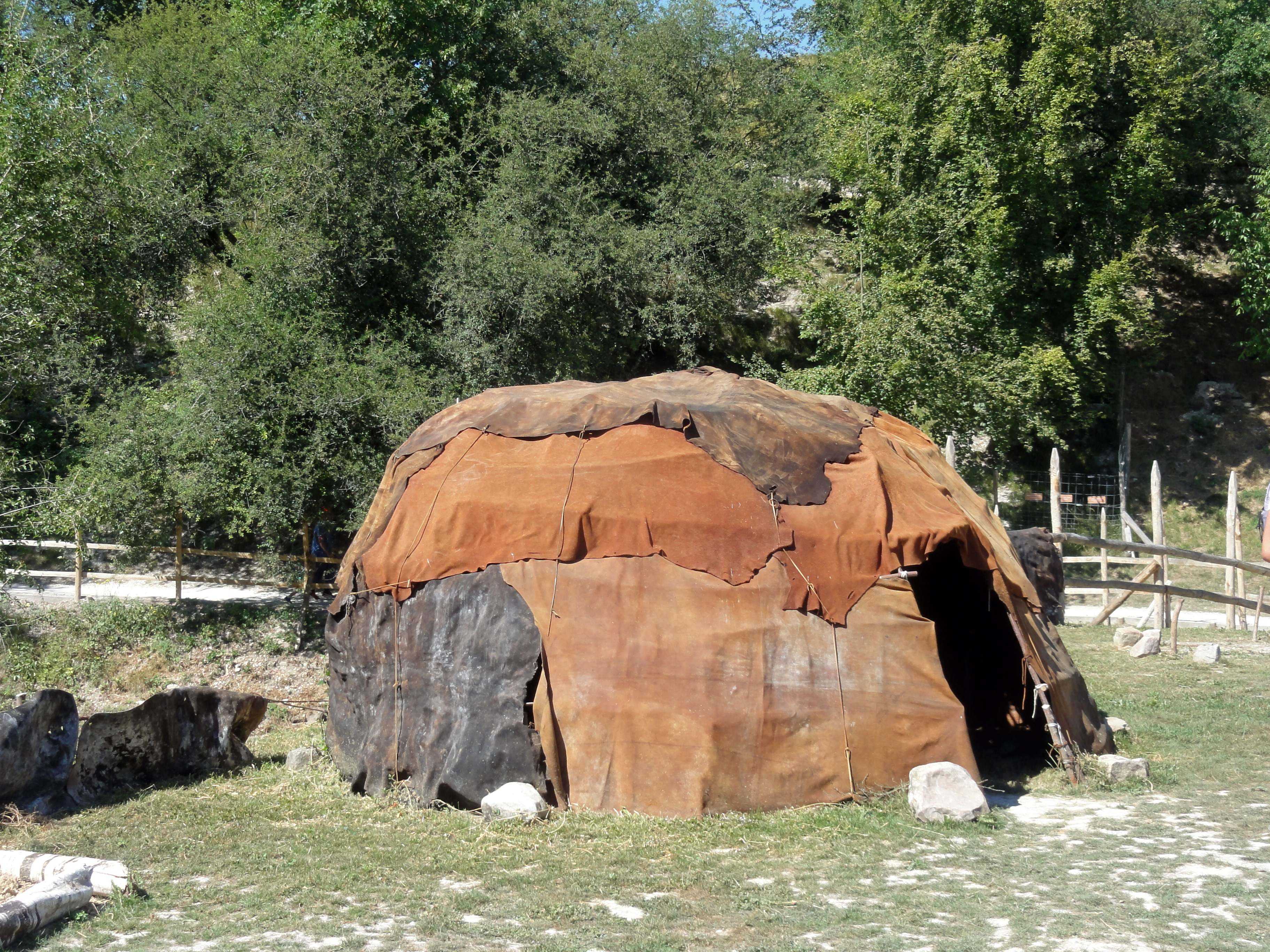
Tente du paléolithique supérieur

### Le campement du Paléolithique supérieur
Au Paléolithique supérieur, à la fin de la dernière période glaciaire, il y a environ 15 000 ans, les chasseurs Magdaléniens ont un mode de vie semi-nomade ou itinérant.
Réalisée à partir des fouilles d’Étiolles (Essonne) et de Pincevent (Seine-et-Marne, section 36), au sud de Paris, la tente reconstituée était probablement recouverte de peaux de rennes ou de chevaux. L’armature de l’habitation est composée de petites branches de moins de 2 mètres, les seules disponibles dans l’environnement glaciaire de cette époque. En Europe centrale et orientale, l’armature des tentes est souvent réalisée avec des ossements de mammouths.

### La maison du Néolithique ancien (5000av. J.-C.)
La maison du Néolithique ancien a été reconstituée à partir des découvertes de Cuiry-lès-Chaudardes, dans le l’département de l'Aisne.
Un village de l’époque des premiers agriculteurs-éleveurs pouvait être formé de 4 à 5 de ces longues maisons (celle-ci mesure 28 m sur 7 m). À l’intérieur de ces maisons, plusieurs dizaines de personnes pouvaient y vivre. Elles étaient alignées, côte à côte, suivant une orientation est-ouest pour mieux résister aux vents dominants et le toit est à double pente, réalisé en roseaux et en chaume. Les murs sont réalisés selon la technique du clayonnage puis enduits d’un mélange appelé torchis, à base d’argile et de matières végétales.
La charpente est portée par des rangées de 5 poteaux calés dans des trous très profonds. Les fosses latérales ont fourni, lors de la fouille, de nombreux vestiges qui permettent de reconstituer la vie quotidienne des habitants de la maison.

### La maison dite de l’Âge du bronze (700av. J.-C.)
La maison de l’Âge du bronze (ou du Premier Âge du fer, selon la classification considérée) a été reconstituée d’après les fouilles de Choisy-au-Bac, au confluent de l’Oise et de l’Aisne.
Les dimensions plus réduites de cet habitat (7 m sur 5) indiquent des modifications au sein du groupe familial. Les poteaux ne sont pas plantés dans le sol, la charpente est portée par une ossature de bois, posée sur une semelle de fondation. Elle est caractérisée par son toit à quatre pans et les pièces de bois sont reliées par des assemblages complexes réalisés à l’aide d’un outillage métallique. Cette maison présente les caractères d’une maison individuelle (contrairement à la maison du Néolithique) délimitée par un enclos (ce qui marque le début de la propriété privée).

### La maison celte (600av. J.-C.)
Construite en 2020, c'est la dernière maison à avoir été reconstituée à Samara.
Elle a été reconstituée d'après les fouilles du site dit de « La Valéette » à Méaulte (Somme). Sur le site ont été trouvés trois grands ensembles : un bâtiment circulaire (surement une habitation), des greniers ou annexes et une entrée monumentale associée à une palissade.
Le diamètre du bâtiment est de 9,60 m, soit une superficie d'environ 70 m².
La forme circulaire de la maison reconstituée à Samara est bien connue chez les Normands et dans le sud de l'Angleterre à l'Âge du fer, mais elle n'est pas la forme la plus répandue localement. Ce modèle architectural apparait peut-être là valorisé socialement, voire utilisé en tant que marqueur identitaire.

### La ferme gauloise (300av. J.-C.)
Elle a été reconstituée à partir des fouilles de la ZAC de la Croix de Fer menées par l'Inrap à Glisy, près d'Amiens, dans la Somme.
Ce site illustre un type d’organisation qui apparait dans la région à la fin du IVe siècle av. J.-C. Les habitats, qui se présentaient jusque là sous forme de petits hameaux ouverts, vont soudainement se retrancher à l’intérieur d’enceintes délimitées par un fossé.
Dans la ferme gauloise de Samara sont reconstitués plusieurs bâtiments : le portique d'entrée et le fossé, la maison d'habitation et trois greniers et/ou poulaillers.
Les dimensions de la maison, habitée il y a 2 300 ans, sont de 7,80 m par 6,60 m. La toiture à quatre pans culmine à 7,50 m. Avec ses 50 m² au sol, cette bâtisse de bois, terre et paille, compte parmi les plus grandes de la région. Les archéologues ont fait le choix d’une finition soignée, avec des bois équarris, un plancher et des murs peints.

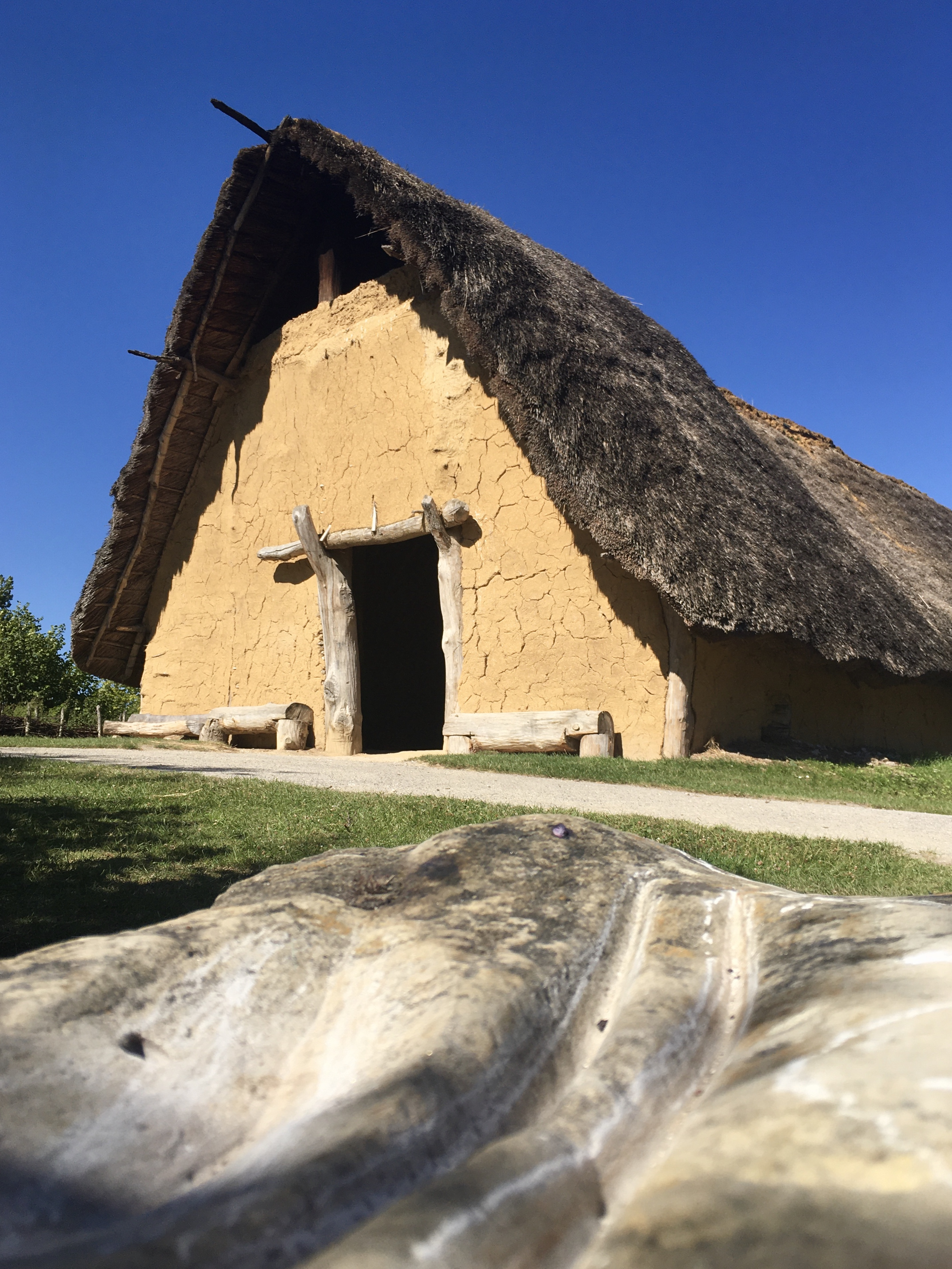
Maison du néolithique
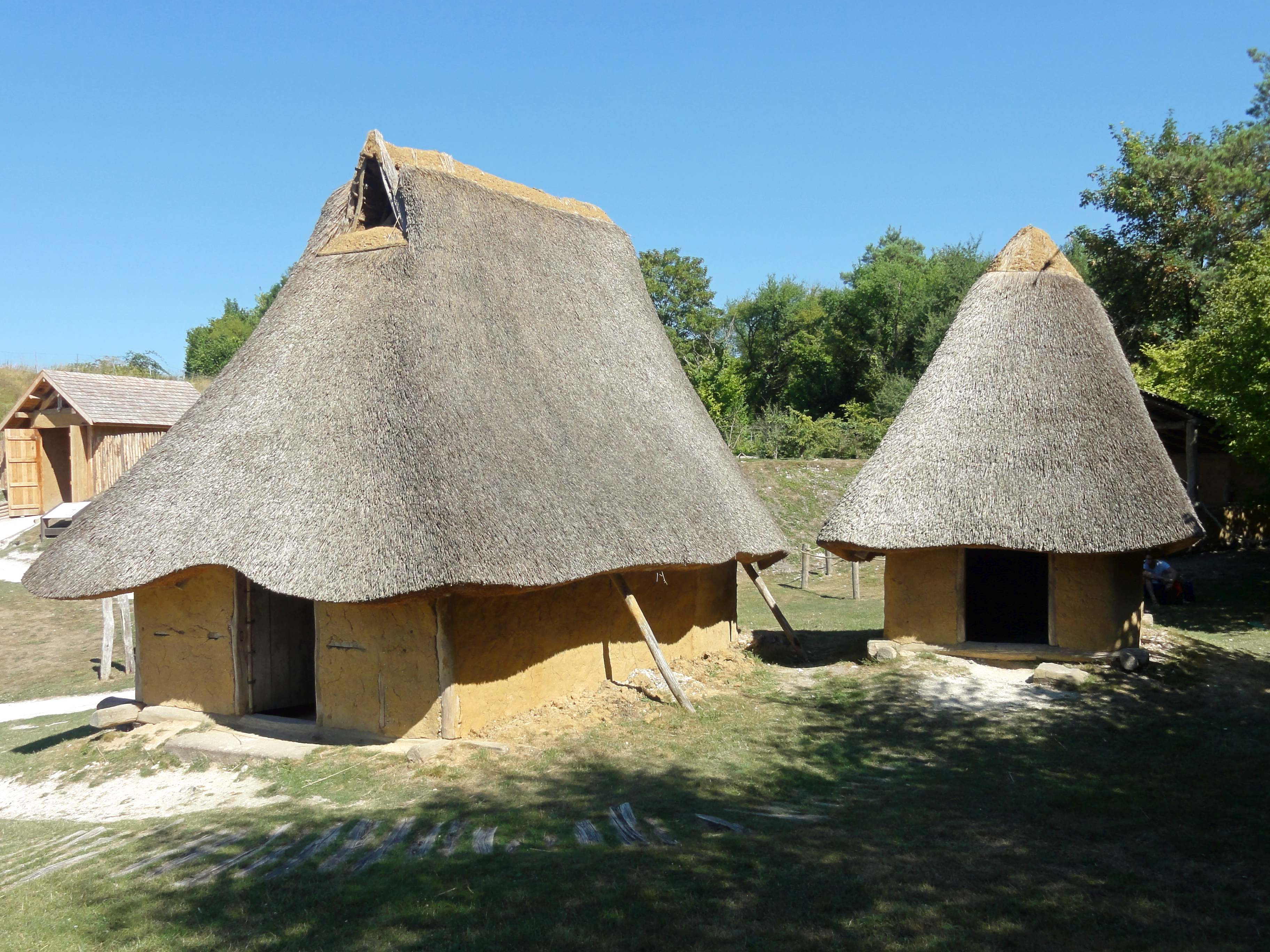
Maison de l'âge du bronze
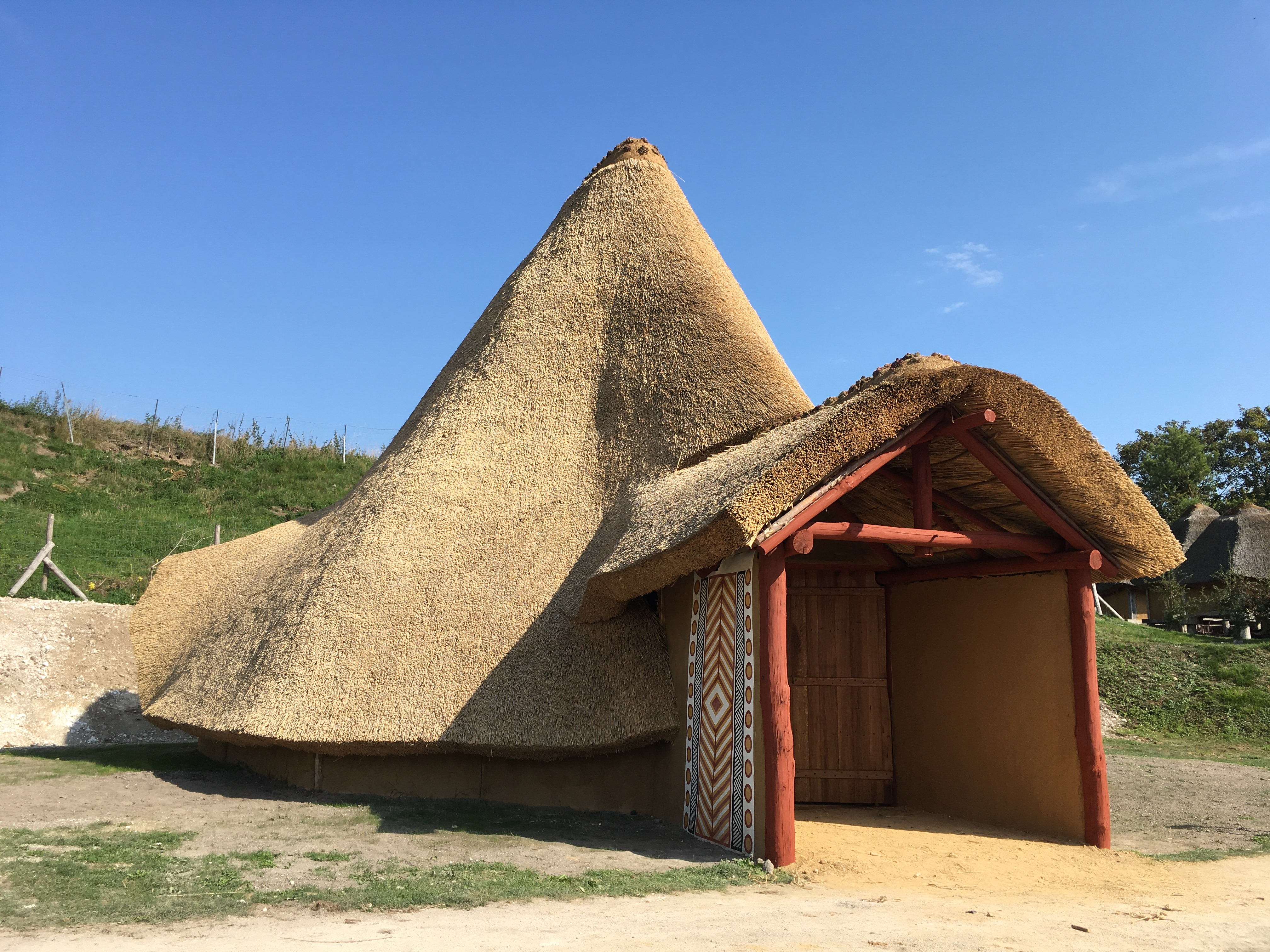
Maison celte
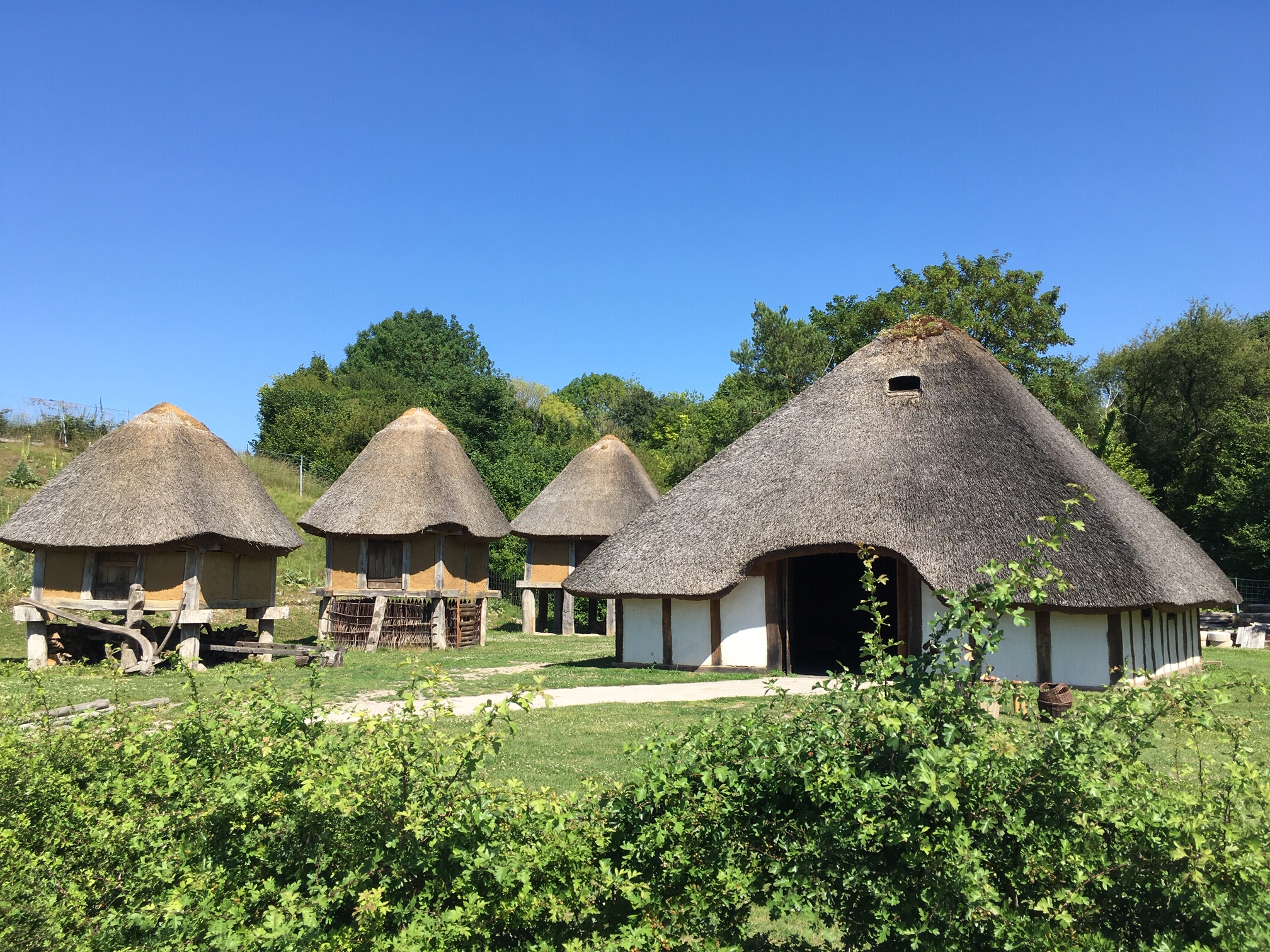
Ferme gauloise

## L’oppidum
Un sentier aménagé conduit au site archéologique de ce que l'on a coutume d'appeler l’oppidum, longtemps décrit comme contemporain de la conquête romaine. Outre la très belle levée de terre et le fossé Sarrazin (structure archéologique), une vue s'offre sur le plateau calcaire et céréalier, les marais et les villages de la vallée de la Somme et le site même de Samara.

## La Préhistoire, une science née dans la Somme

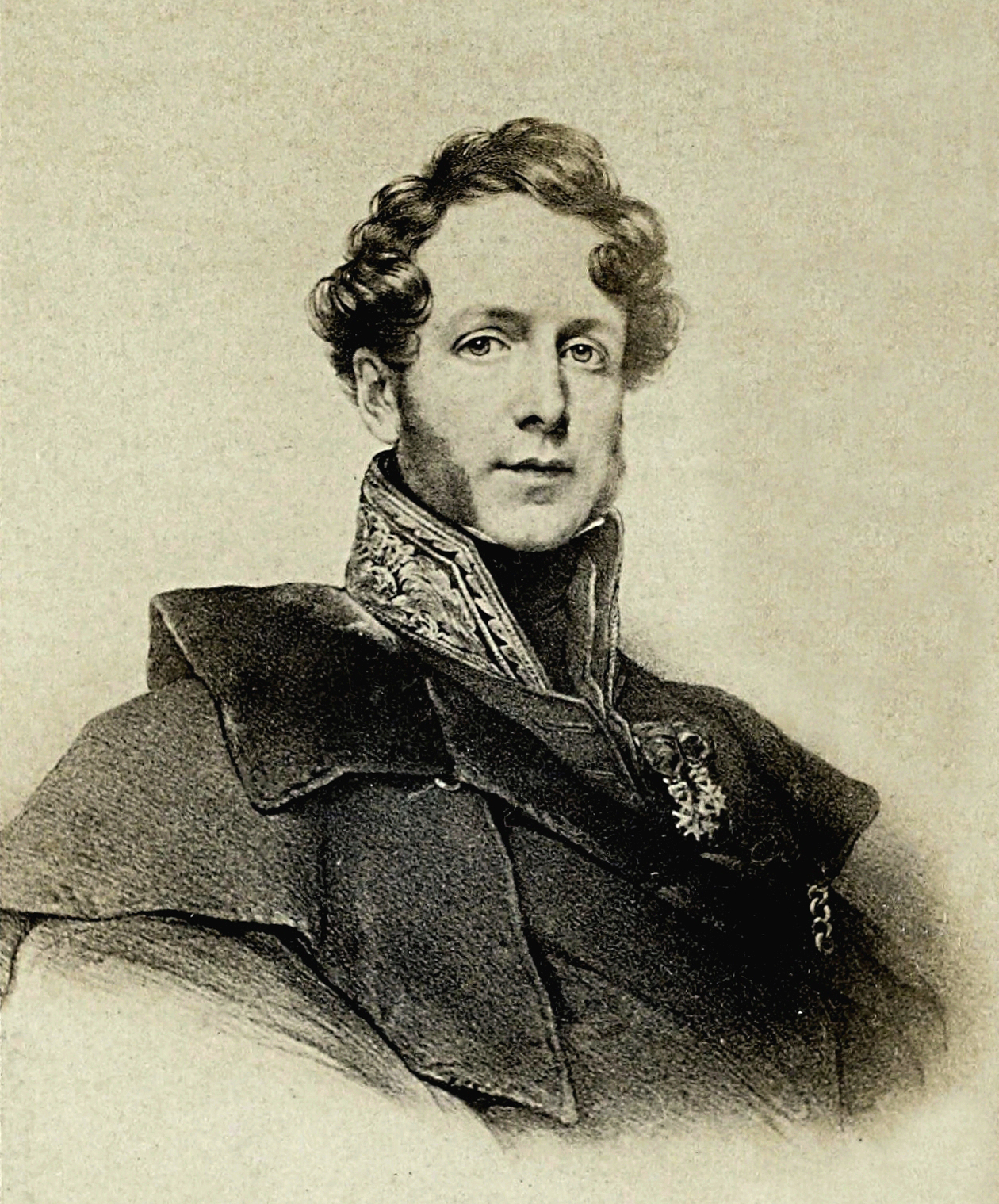
Jacques Boucher de Perthes

C'est au milieu du XIXe siècle que Jacques Boucher de Perthes, en poste à Abbeville, découvre des silex taillés et des restes d'animaux fossiles dans les carrières d'Abbeville. Pour lui, il s'agit de la preuve indéniable de l'existence de l'homme « antédiluvien » (avant le Déluge), de l'homme préhistorique. Boucher de Perthes est aujourd'hui considéré par les préhistoriens comme le premier d'entre eux.
Un peu plus tard, dans la deuxième moitié du XIXe siècle, l'archéologie préhistorique connaît une avancée importante dans un faubourg d'Amiens, à Saint-Acheul, qui donnera son nom à l'Acheuléen. Alors que la ville s'étend au-delà de ses anciennes fortifications, de grandes carrières sont ouvertes pour extraire la terre utilisée pour la fabrication des briques. Au cours de ces travaux effectués à la main, les ouvriers découvrent de grandes quantités de silex taillés. Entre 1855 et 1910, de nombreuses études sont menées, entre autres, par le Docteur Rigolot, Albert Gaudry et Victor Commont. En 1872, Gabriel de Mortillet propose d'appeler « acheuléens » tous les outils comparables à ceux trouvés dans ce faubourg d'Amiens. Les outils de Saint-Acheul ont été datés d'environ 450 000 ans. Les plus vieux outils acheuléens, découverts en Afrique de l'Est, datent de 1,76 million d'années.

### L'occupation des terrasses alluviales de la Somme
C'est l'histoire géologique de la Somme qui explique en partie l'occupation humaine dans la région. Le fleuve a creusé sa vallée progressivement depuis environ 1 million d'années tout en se décalant. L'un des versants de la vallée a ainsi été creusé en terrasses alluviales, elles-mêmes recouvertes à chaque période glaciaire par les lœss, de fines particules de terre arrachées par le vent (régulièrement plus de 8 mètres dans la région). Ces lœss ont protégé les traces laissées par les hommes préhistoriques.
Les premières occupations de la vallée de la Somme remontent à 600 ou 650 000 ans et sont représentées par des industries acheuléennes déjà évoluées.
Au cours de la dernière période glaciaire, l'occupation est discontinue et influencée par les modifications climatiques et environnementales, avec un maximum de vestiges au début de la période et quelques occupations pendant les Pléniglaciaires inférieur et moyen et de rares incursions juste avant le dernier maximum glaciaire (DMG), un abandon total de la région entre 23 000 et 14 000 ans avant le présent (du DMG au Tardiglaciaire) puis une recolonisation lors du Bölling-Alleröd (phase moins froide du Tardiglaciaire).
Au cours du Pléistocène moyen, comme ailleurs en Europe septentrionale, les occupations semblent principalement correspondre aux périodes interglaciaires et aux débuts des phases de refroidissement. D'une manière générale, le peuplement du bassin semble donc s'être effectué d'une manière nettement discontinue et avoir été fortement influencé par les conditions climatiques et environnementales.

### Le gisement mésolithique de La Chaussée-Tirancourt
À l'occasion de la découverte de pointes de flèches en silex dans la tourbe lors des travaux d'aménagement du jardin botanique et de terrassements du parking, en 1988, à la confluence de la Somme et de l'Acon, le site mésolithique du Petit Marais a fait l'objet de fouilles de sauvetage qui ont été analysées dans le cadre de la thèse de Thierry Ducrocq.
La récente découverte de nombreux gisements dans le bassin de la Somme a profondément renouvelé les connaissances sur le Mésolithique du Nord de la France. En effet, en une vingtaine d’années, les connaissances sur les habitats mésolithiques de plein air, en particulier dans la moitié septentrionale de la France, se sont enrichies grâce à l’archéologie préventive. De plus en plus de gisements bien préservés se prêtent à une analyse paléo-ethnographique des derniers chasseurs de l’Holocène replacée dans les séries chrono-typologiques qui se précisent de plus en plus.
Pendant les quelque 45 siècles du Mésolithique européen, l’évolution des paysages a été importante, entraînant des changements dans le mode de mobilité et la façon d’occuper les sites. Trois situations d'occupation étaient privilégiées par les Mésolithiques : la butte sableuse, le rebord de plateau et le sol limoneux sec le long d'un cours d'eau. La préservation dans les fonds de vallées, comme la Somme, dépend directement du temps qui sépare l'occupation préhistorique du recouvrement du niveau archéologique par la tourbe.
Quelque 100 m2 sur plusieurs milliers couverts par le site ont montré le caractère exceptionnel du gisement. La qualité et la richesse des niveaux archéologiques - la présence de sépultures - ont permis une reconstitution assez précise de l'environnement, du mode de vie des chasseurs-cueilleurs. Il y a environ 8 000 ans, les derniers chasseurs-cueilleurs régionaux parcouraient les forêts du Nord de la France. La plupart des sites correspondent à des haltes assez brèves marquées par la taille du silex liée aux activités domestiques (boucherie, travail des peaux, du bois, …). La production de petits silex finement retouchés (microlithes) enchâssés dans des hampes en bois illustrent la fabrication de flèches. Les Mésolithiques chassaient surtout le sanglier, le cerf, le chevreuil et l'aurochs.
Le campement de La Chaussée-Tirancourt livre le même type de vestiges mais diffère par une densité d'objets très importante, témoignage d'une occupation longue ou d'une succession de haltes. Le Petit Marais se singularise également par de nombreux restes d'oiseaux (canard colvert, buse variable…) et de poissons qui correspondent à une diversification des ressources alimentaires. De plus, une hémi-mandibule atteste la présence du chien près de 2 000 ans avant l'apparition des premiers herbivores domestiqués en Picardie par les Néolithiques. Plusieurs grandes fosses semblent liées à un rituel funéraire. Deux sépultures différentes ont été trouvées : les restes d'une incinération dispersés dans une petite fosse en cuvette et une inhumation secondaire où les os longs sont disposés horizontalement au fond d'une toute petite fosse, le crâne placé au-dessus et les os pairs furent disposés symétriquement, côtes et vertèbres furent placées près du bord de la fosse. Le mobilier funéraire initial comportait probablement une partie des centaines d'éléments de parures retrouvés dans toute la couche archéologique (objets percés : gastéropodes fossiles ou holocènes, coques et dents d'herbivores).

### La sépulture mégalithique de La Chaussée-Tirancourt
Découverte en 1967, l’allée couverte consistait en une fosse de 15 m de long sur 3,50 m de large regroupant des ossements. Le plancher à 1,70 m du sol a été creusé dans la craie. Des dalles de grès délimitent l'espace funéraire de 11 m sur 3 m et deux blocs placés en travers marquent l'entrée. La fosse un peu plus large que l'allée couverte elle-même laissait ainsi une sorte de couloir périphérique.
La sépulture mégalithique de La Chaussée-Tirancourt appartenait à la culture Seine-Oise-Marne du Néolithique récent. Elle a livré les restes de quelque 400 individus. Stratigraphiquement, ces restes osseux se répartissent en sept sous-couches correspondant au total à une durée de quelques siècles. On a distingué des secteurs plus ou moins autonomes et des cellules d'inhumation dites « cases », qui sont autant de petites sépultures collectives à l'intérieur de la grande.
Le couloir périphérique est resté fonctionnel pendant toute la durée de l'utilisation funéraire du monument mégalithique, et n'a été définitivement comblé qu'à la fin de celle-ci. Deux orthostates ont été extraits par les hommes de la Préhistoire avant le dépôt de la principale couche d'inhumation. Le système d'accès à la sépulture a été modifié au moins une fois et plusieurs incendies sont intervenus en cours d'utilisation. Enfin une couche charbonneuse et un lit régulier de plaquettes de grès éclaté ont été établis sur l'ensemble du monument.
Une reconstitution photographique de la sépulture est présentée au pavillon des expositions.

## Samara et le cinéma
Le parc de Samara a servi en 2013 de cadre de tournage à certaines scènes du documentaire Les Saisons, réalisé par Jacques Perrin et Jacques Cluzaud (sortie en 2016),,,.

### Généralités
- Les derniers chasseurs-cueilleurs d'Europe occidentale (13000 -5500 av. J.-C.). Actes du Colloque international de Besançon, 23-25 oct. 1998, coll. Annales litt., PU Franche-Comté, Besançon, 2000.
- Pierre Antoine (thèse de doctorat) : Les terrasses quaternaires du bassin de la somme. Étude géologique et géomorphologique. Contribution à la connaissance du paléoenvironnement des gisements paléolithiques. Thèse, Université des Sciences et Techniques de Lille Flandres-Artois, 1989
- Paul G. Bahn (dir.), Archéologie. Le guide de nos origines, Ed. Delachaux & Niestlé, 432 p.
- Pascal Depaepe, La France du Paléolithique, Ed. La découverte, Coll. Archéologies de la France, 2009, 180 p.
- René Desrosses, Janus Kozlowski, Les habitats préhistoriques, Ed. Cths - Comité des Travaux, Format 45, 2001.
- François Djindjian, Janusz Koslowski, Marcel Otte, Le paléolithique supérieur en Europe, Ed. A. Colin, 1999, 474 p.
- Gilles Gaucher, Pincevent, musée de site préhistorique. Museum international, 1981, 33,4, 211-217
- Jean Guilaine (dir.), Premiers paysans du monde. Naissances des agricultures, Ed. Errance, coll. des Hespérides, 2000, 319 p.
- André Leroi-Gourhan, Michel Brézillon, L'habitation magdalénienne no 1 de Pincevent près de Montereau (Seine-et-Marne). Gallia Préhistoire, 9/2, CNRS, 1966, 263-385 p.
- André Leroi-Gourhan, Michel Brézillon, Fouilles de Pincevent : essai d'analyse ethnographique d'un habitat magdalénien : la section 36. Suppl. Gallia Préhistoire, 7, Ed. CNRS, 1972, 353 p.
- Jean-Pierre Mohen & Yvette Taborin, Les sociétés de la Préhistoire, Ed. Hachette supérieur, 1998, 320 p.
- Marcel Otte et al., La protohistoire, Ed. De Boeck, 2008, -- p.
- Romain Pigeaud, Comment reconstituer la Préhistoire, EDP Sciences, Coll. Bulles de sciences, 2007, 182 p.
- Enrico Pozzi et al., Les Magdaléniens : Art, civilisations, modes de vie, environnements, Ed. Jérôme Million, coll. L’homme des origines, 2003, 368 p.
- Dominique Sacchi, Le Magdalénien : Apogée de l'art quaternaire, Ed. La maison des roches, coll. Histoire de la France préhistorique, 2003, 128 p.

### Sur le site de Samara
- Roger Bréchet et Georges Lefebvre, Samara, Rennes, Editions Ouest-France, 1990  (ISBN 9 782 737 305 191)
- François Malrain, Véronique Matterne, Patrice Méniel, Les paysans gaulois, Ed. Errance, coll. des Hespérides, 2002, 236 p.
- G. Fercoq du Leslay, Le camp de César. Un camp militaire romain du Ier siècle av. J.-C. à La Chaussée-Tirancourt, Somme, Ed. Conseil général de la Somme, 64 p.